# Episodi di Justice League Unlimited (seconda stagione)
La seconda stagione della serie animata Justice League Unlimited, è andata in onda negli Stati Uniti d'America dal 5 febbraio al 23 luglio 2005 sul canale Cartoon Network. È stata prodotta dalla Warner Bros. Animation.
In Italia è stata trasmessa nel 2008 sul canale DeA Kids, mentre in chiaro su Boing nel 2014.
| n. | Titolo originale       | Titolo italiano        | Prima TV USA     | Prima TV Italia |
| -- | ---------------------- | ---------------------- | ---------------- | --------------- |
| 1  | The Cat and the Canary | Il gatto e il canarino | 5 febbraio 2005  |                 |
| 2  | The Ties That Bind     | Legami con il passato  | 12 febbraio 2005 |                 |
| 3  | The Doomsday Sanction  | Giudizio finale        | 19 febbraio 2005 |                 |
| 4  | Task Force X           | Task Force X           | 21 maggio 2005   |                 |
| 5  | The Balance            | Verso il caos          | 28 maggio 2005   |                 |
| 6  | Double Date            | Nuove coppie           | 4 giugno 2005    |                 |
| 7  | Clash                  | Lo scontro             | 11 giugno 2005   |                 |
| 8  | Hunter's Moon          | Rivali in amore        | 18 giugno 2005   |                 |
| 9  | Question Authority (1) | Questioni autorevoli   | 25 giugno 2005   |                 |
| 10 | Flashpoint (2)         | Punto critico          | 2 luglio 2005    |                 |
| 11 | Panic in the Sky (3)   | Panico nei cieli       | 9 luglio 2005    |                 |
| 12 | Divided We Fall (4)    | Caduta libera          | 16 luglio 2005   |                 |
| 13 | Epilogue               | Epilogo                | 23 luglio 2005   |                 |

## Il gatto e il canarino
- Titolo originale: The Cat and the Canary
- Diretto da: Joaquim dos Santos
- Scritto da: Robert Goodman

### Trama
Black Canary scopre che il suo mentore e maestro Wildcat partecipa ad incontri superumani clandestini in una arena gestita dalla spietata Roulette. Il vecchio pugile si dedica a questi scontri per via di un senso di infeririotà che prova verso gli altri membri della lega per via della sua tarda età e la sua mancanza di superpoteri o altri gadget. La supereroina decide allora di reclutare Freccia Verde per convincere Wildcat a uscire fuori dagli incontri clandestini.
È in questo episodio che Freccia Verde e Black Canary iniziano una relazione amorosa.

## Legami con il passato
- Titolo originale: The Ties That Bind
- Diretto da: Dan Riba
- Scritto da: Jim Steranko & J. M. DeMatteis

### Trama
Mister Miracle e la moglie Big Barda chiedono aiuto alla lega per liberare il vecchio Oberon dalla sua prigionia su Apokolips. Nonostante J'onn si rifiuti in quanto non vuole immischiarsi negli affari tra Nuova Genesi ed Apokolips, Flash accetta immediatamente (infatuatosi della bella Big Barda, che scoprirà poi sposata).

## Giudizio finale
- Titolo originale: The Doomsday Sanction
- Diretto da: Dan Riba
- Scritto da: Robert Goodman

### Trama
Mentre la lega è impegnata a evacuare un'isola vulcanica prima di un'eruzione, Superman è bloccato nel vulcano per affrontare Doomsday (che si rivela essere un suo clone imperfetto creato dal progetto Cadmus). Intanto Batman prova la cospirazione di Cadmus contro la Justice League.

## Task Force X
- Titolo originale: Task Force X
- Diretto da: Joaquim dos Santos
- Scritto da: Darwyn Cooke

### Trama
Il progetto Cadmus mette assieme una squadra di Supercriminali chiamata Task Force X (ovvero la Suicide Squad) composta dal cecchino Deadshot, dallo stratega Clock King, dal tecnico Capitan Boomerang e dalla maestra d'esplosivi Plastique; la loro missione è introdursi nella Torre di Controllo della Justice League per rubare l'armatura Annihilator (vista nell'episodio Il falco e la colomba).

## Verso il caos
- Titolo originale: The Balance
- Diretto da: Dan Riba
- Scritto da: Dwayne McDuffie

### Trama
Felix Faust, la cui anima era stata trasferita in uno specchio dalle porte dell'Ade grazie alla sua ex allieva Tala,  riesce a prendere possesso dell'armatura Annihilator sempre con l'aiuto di lei, per poi andare nel Tartaro a spodestare Ade. Per evitare l'avvento del caos, Wonder Woman interviene; la guerriera amazzone è però costretta a collaborare con l'Alata, che odia dagli eventi di Viaggiatori stellari e la cui ostilità ha reso reciproca l'antipatia, ma che è l'unica a poter allontanare i demoni del tartaro grazie alla sua mazza. Durante l'episodio le due donne riescono finalmente a ricostruire un rapporto cordiale, anche se non come era prima dell'Invasione Thanagardiana; inoltre Hyppolita attiva i pieni poteri dell'armatura e del lazo della figlia.

## Nuove coppie
- Titolo originale: Double Date
- Diretto da: Joaquim dos Santos
- Scritto da: Gail Simone

### Trama
La Cacciatrice viene espulsa dalla lega per aver tentato di uccidere il boss mafioso Steve Mandragola (l'uomo che ha ucciso i suoi genitori) prima del suo processo. La donna allora chiede aiuto a The Question per "finire il lavoro", tuttavia a guardia dell'uomo sono stati messi Black Canary e Freccia Verde. In questo episodio La Cacciatrice e The Question iniziano la loro relazione.
Secondo lo script originale, l'episodio doveva essere incentrato sui Birds of Prey, e Barbara Gordon avrebbe dovuto comparire nei panni di Oracolo; tuttavia si decise di cambiare la storia, non volendo rendere la ragazza paraplegica anche nell'universo animato . Da notare che anche gli altri due membri del gruppo (La Cacciatrice e Black Canary) compaiono ugualmente.

## Lo scontro
- Titolo originale: Clash
- Diretto da: Dan Riba
- Scritto da: J.M. DeMatteis & Dwayne McDuffie

### Trama
Lex Luthor si candida a presidente degli Stati Uniti ed è fortemente appoggiato da Capitan Marvel; il quale è convinto della sua redenzione, di tutt'altra idea è invece Superman, il quale attacca Luthor credendo abbia posizionato una bomba nel parco cittadino ed è Marvel a cercare di fermarlo; dopo lo scontro tra i due titani, Superman è pubblicamente umiliato da Luthor quando scopre la suddetta bomba essere solo un generatore. In realtà tutto ciò era un piano precedentemente orchestrato dallo stesso Lex e da Amanda Waller.

## Rivali in amore
- Titolo originale: Hunter's Moon
- Diretto da: Joaquim dos Santos
- Scritto da: Dwayne McDuffie

### Trama
La lega riceve una misteriosa richiesta di soccorso dalle profondità dello spazio; nonostante la rivalità derivata dall'amare lo stesso uomo, l'Alata e Vixen si imbarcano assieme nella missione accompagnate solo del rude Vigilante. Arrivati sul pianeta da cui proveniva il segnale però, gli eroi si trovano bloccati in una trappola dei Thanagariani, desiderosi di vendicarsi dell'Alata per il tradimento contro il suo pianeta.

## Questioni autorevoli
- Titolo originale: Question Authority (1)
- Diretto da: Dan Riba
- Scritto da: Dwayne McDuffie

### Trama
Dopo aver aiutato Superman a sconfiggere Mantis, Capitan Atom viene richiamato in servizio nell'esercito e lascia la lega. Nel frattempo, The Question investigando riesce a scoprire i complotti di Luthor per impadronirsi della Casa Bianca ed i fatti avvenuti nell'universo dei Justice Lords, che stanno per avvenire anche in questo universo. Per impedirlo assale Luthor, il quale è guarito dall'avvelenamento da Kryptonite e si trova ora in possesso di una forza sovrumana; dunque Question viene catturato e quando Superman e la Cacciatrice corrono al suo salvataggio vengono ostacolati da Capitan Atom, che ha ricevuto l'ordine di fermarli.

## Punto critico
- Titolo originale: Flashpoint (2)
- Diretto da: Joaquim dos Santos
- Scritto da: Dwayne McDuffie

### Trama
Dopo il loro scontro, sia Capitan Atom che Superman vengono trasportati alla Torre di Controllo assieme alla Cacciatrice e ad un malconcio The Question (che vediamo per la prima volta smascherato). Sulla Terra, intanto, Lex Luthor si impadronisce del cannone principale della Torre di Controllo per fare fuoco sulla base della Cadmus, causando un ingente danno collaterale alla città e facendo ricadere la colpa sulla Justice League. In questo modo l'uomo convince Amanda Waller che si tratta di un atto di vendetta e la scienziata, per opporvisi, sfodera il suo esercito di Ultimen clonati, capeggiati dall'asso nella manica di Cadmus: Galatea.

## Panico nei cieli
- Titolo originale: Panic in the Sky (3)
- Diretto da: Dan Riba
- Scritto da: Dwayne McDuffie

### Trama
Mentre i membri fondatori della lega (con l'eccezione di Batman) si arrendono al governo nel tentativo di giustificare l'attacco a Cadmus, Supergirl e Acciaio, assieme agli altri membri della Justice League, devono respingere l'attacco degli Ultimen e di Galatea direttamente alla Torre di Controllo; durante la battaglia la ragazza d'acciaio riesce finalmente a disfarsi del suo clone sconfiggendola una volta per tutte. Intanto sulla terra i piani di Luthor vengono scoperti e i sette membri fondatori della lega, con il supporto di Amanda Waller procedono per arrestarlo, nal momento culminante però, l'uomo rivela di avere Brainiac all'interno del suo corpo.

## Caduta libera
- Titolo originale: Divided We Fall (4)
- Diretto da: Joaquim dos Santos
- Scritto da: Dwayne McDuffie

### Trama
Brainiac rivela di aver messo una parte di sé all'interno di Luthor anni prima (in Le avventure di Superman), i due quindi si fondono assieme e combattono contro i sette membri fondatori della Justice League, di nuovo tutti assieme come agli albori; durante l'apocalittica lotta senza quartiere il miliardario ed il computer alieno hanno la meglio e Flash, in un atto disperato si fonde con la Forza della velocità, distruggendo il potente nemico pezzo per pezzo scomparendo però poco dopo nel nulla, Superman infuriato si scaglia contro Luthor minacciando di ucciderlo ma si trattiene all'ultimo minuto; fortunatamente Martian Manhunter, scopre che Flash è ancora vivo e, con la sua telepatia riesce a separarlo dalla potente entità.

## Epilogo
- Titolo originale: Epilogue
- Diretto da: Dan Riba
- Scritto da: Bruce Timm & Dwayne McDuffie

### Trama
Gotham City, anno 2056; Bruce Wayne cagionevole di salute necessita del trapianto di un rene per sopravvivere; Terry McGinnis si offre per la donazione, e l'esame rivela non solo che è compatibile per il trapianto, ma anche che possiede esattamente lo stesso corredo genetico di Wayne, il che fa di lui un clone dell'uomo. Arrabbiato per la scoperta, il giovane accusa il vecchio mentore di averlo sempre saputo e di non averglielo mai detto per poterlo così "intrappolare" nel ruolo di Batman; nonostante l'uomo neghi, Terry sente che la sua vita è sempre stata programmata. Lascia dunque la Justice League, i panni di Batman e l'amata Dana. Disilluso e desideroso di risposte si reca poi dalla massima autorità mondiale in fatto di genetica: Amanda Waller. L'anziana signora gli rivela di averlo clonato da Bruce per far sì che al mondo ci fosse sempre un uomo come Batman, l'eroe di cui tutti hanno bisogno, e che ad ogni modo non è giusto chiamarlo "clone" di Bruce, ma piuttosto figlio. Convinto dalle parole della donna Terry decide di riprendere la sua identità di Batman, il suo posto nella lega ed accanto a Bruce, nonché di chiedere a Dana di sposarlo.